# كأس نيوزيلندا 2017
كأس نيوزيلندا 2017 (بالإنجليزية: 2017 Chatham Cup)‏ هو الموسم 90 من كأس نيوزيلندا. كان عدد الأندية المشاركة فيه 127، وفاز فيه Onehunga Sports ‏.